# Hopea glaucescens
Hopea glaucescens är en tvåhjärtbladig växtart som beskrevs av Symington. Hopea glaucescens ingår i släktet Hopea och familjen Dipterocarpaceae. Inga underarter finns listade i Catalogue of Life.